# Mario Eylert
Mario Eylert (* 5. Februar 1953 in Berlin; † 27. Juni 2024) war ein deutscher Jurist und Vorsitzender Richter am Bundesarbeitsgericht (BAG).

## Leben und Wirken
Eylert trat nach Studium der Rechtswissenschaft und einer wissenschaftlichen Tätigkeit an der Freien Universität Berlin im April 1984 als Richter in die Arbeitsgerichtsbarkeit des Landes Berlin ein. 1989 bekam er den akademischen Grad eines Doktors verliehen. 1993 wurde er zum Vorsitzenden Richter am damaligen, inzwischen aufgelösten Landesarbeitsgericht Brandenburg ernannt. Im Mai 2001 folgte seine Ernennung zum Richter am Bundesarbeitsgericht, wo er zunächst dem Zweiten Senat und ab September 2010 dem Zehnten Senat angehörte. Dort hatte er auch die Position des stellvertretenden Vorsitzenden inne. Seit 2004 war ihm als richterlicher Referent die Aufgabe übertragen, die Kontakte des BAG zu internationalen Juristenvereinigungen zu pflegen. Zum 1. Juni 2012 wurde Eylert zum Vorsitzenden Richter am Bundesarbeitsgericht ernannt und übernahm den Vorsitz im Vierten Senat. Mit Wirkung vom 30. September 2018 trat Eylert in den Ruhestand ein.